# سام جونز (ممثل)
سام جونز (بالإنجليزية: Sam J. Jones)‏ هو عارض وممثل أمريكي، ولد في 12 أغسطس 1954 بشيكاغو في الولايات المتحدة.

## أعمال

### أفلام
- (2012) تيد[5]
- (2015) تيد 2[6][7][8]

### مسلسلات
- جوال تكساس ووكر
- موردر

## وصلات خارجية
- سام جونز على موقع IMDb (الإنجليزية)
- سام جونز على موقع ألو سيني (الفرنسية)
- سام جونز على موقع أول موفي (الإنجليزية)
- سام جونز على موقع قاعدة بيانات الأفلام السويدية (السويدية)
- سام جونز على موقع إن إن دي بي (الإنجليزية)
- سام جونز على موقع ديسكوغز (الإنجليزية)
- سام جونز على موقع قاعدة بيانات الفيلم (الإنجليزية)
- سام جونز على موقع كينوبويسك (الروسية)